# Coppa delle Alpi 1963
La Coppa delle Alpi 1963 è stata la quarta edizione del torneo a cui hanno partecipato le squadre dei campionati italiano e svizzero.
La coppa è stata vinta dalla Juventus, che ha sconfitto in finale l'Atalanta.

## Risultati

### Fase a gironi

#### Gruppo 1
| Squadra #1    | Ris. | Squadra #2 |
| ------------- | ---- | ---------- |
| Servette      | 2-3  | Inter      |
| Biel/Grenchen | 2-5  | Atalanta   |
| Biel/Grenchen | 1-2  | Servette   |
| Biel/Grenchen | 3-3  | Inter      |
| Servette      | 2-3  | Atalanta   |
| Atalanta      | 1-1  | Inter      |

|  |    | Squadra       | Pt | G | V | N | P | GF | GS |
|  | -- | ------------- | -- | - | - | - | - | -- | -- |
|  | 1. | Atalanta      | 5  | 3 | 2 | 1 | 0 | 9  | 5  |
|  | 2. | Inter         | 4  | 3 | 1 | 2 | 0 | 7  | 6  |
|  | 3. | Servette      | 2  | 3 | 1 | 0 | 2 | 6  | 7  |
|  | 4. | Biel/Grenchen | 1  | 3 | 0 | 1 | 2 | 6  | 10 |

#### Gruppo B
| Squadra #1   | Ris. | Squadra #2   |
| ------------ | ---- | ------------ |
| Basilea      | 1-5  | Juventus     |
| Grasshoppers | 1-7  | Roma         |
| Juventus     | 2-0  | Roma         |
| Basilea      | 1-4  | Roma         |
| Grasshoppers | 3-5  | Juventus     |
| Basilea      | 1-1  | Grasshoppers |

|  |    | Squadra      | Pt | G | V | N | P | GF | GS |
|  | -- | ------------ | -- | - | - | - | - | -- | -- |
|  | 1. | Juventus     | 6  | 3 | 3 | 0 | 0 | 12 | 4  |
|  | 2. | Roma         | 4  | 3 | 2 | 0 | 1 | 11 | 4  |
|  | 3. | Basilea      | 1  | 3 | 0 | 1 | 2 | 3  | 10 |
|  | 4. | Grasshoppers | 1  | 3 | 0 | 1 | 2 | 5  | 13 |

### Finale 3º posto
| Basilea 29 giugno 1963 | Roma       | 5 – 1 | Inter | St. Jakob Stadium |
| \| \| \| \| \| Leonardi 1’ Guarnacci 25’ Jonsson 48’, 51’ Angelillo 78’ \| Marcatori \| 77’ Zaglio \| \| Matteucci Fontana Losi Ardizzon Guarnacci Frascoli Leonardi (Corsini) Jonsson Manfredini Angelillo De Sisti \| Formazioni \| Bugatti (Di Vicenzo) Facchetti Guarnieri Landini Della Giovanna Masiero Bicicli (Fusara) Zaglio Capellini Tagnin Boninsegna \| |            | |       |                   |
| |            | |       |                   |
| Leonardi 1’ Guarnacci 25’ Jonsson 48’, 51’ Angelillo 78’ | Marcatori  | 77’ Zaglio |       |                   |
| Matteucci Fontana Losi Ardizzon Guarnacci Frascoli Leonardi (Corsini) Jonsson Manfredini Angelillo De Sisti | Formazioni | Bugatti (Di Vicenzo) Facchetti Guarnieri Landini Della Giovanna Masiero Bicicli (Fusara) Zaglio Capellini Tagnin Boninsegna |       |                   |

### Finale 1º posto
| Ginevra 29 giugno 1963 | Juventus   | 3 – 2 | Atalanta | Charmilles Stadium |
| \| \| \| \| \| Siciliano 10’ del Sol 51’ (rig.) Sívori 74’ \| Marcatori \| 8’ da Costa 71’ Magistrelli \| \| Anzolin Castano Sacco Salvadore Gori Sarti Dell'Omodarme del Sol Siciliano (Stacchini) Sívori Menichelli \| Formazioni \| Pizzaballa Pesenti Nodari Gardoni Nielsen Colombo Domenghini da Costa Calvanese Christensen Nova (Magistrelli) \| |            | |          |                    |
| |            | |          |                    |
| Siciliano 10’ del Sol 51’ (rig.) Sívori 74’ | Marcatori  | 8’ da Costa 71’ Magistrelli                                                                                    |          |                    |
| Anzolin Castano Sacco Salvadore Gori Sarti Dell'Omodarme del Sol Siciliano (Stacchini) Sívori Menichelli | Formazioni | Pizzaballa Pesenti Nodari Gardoni Nielsen Colombo Domenghini da Costa Calvanese Christensen Nova (Magistrelli) |          |                    |